# Andrés Pastrana Arango
Andrés Pastrana Arango   (Bogotà, 17 d'agost de 1954) és un polític colombià. Va ser alcalde major de Bogotà, senador i president de Colòmbia, entre 1998 i 2002.

## Biografia
Fill de Misael Pastrana Borrero, president de Colòmbia entre 1970 i 1974, i de Cristina Arango Vega, el 1977 es va graduar com a advocat de la Universitat del Rosario de Bogotà i va fer estudis de dret internacional a la Universitat Harvard, als Estats Units.
Després de tornar al país va esdevenir un reconegut presentador de notícies de la cadena de televisió que va fundar, "TV Hoy". També va escriure diversos articles sobre política interna i política contra les drogues que li van merèixer diversos premis.
El 1984 i 1986 va ser elegit regidor de Bogotà. El 1988, al mig de la violentíssima campanya pels grups de narcotràfic i terrorisme per prohibir l'extradició, Pastrana va ser segrestat pels denominats extradibles, comandats pel cap del cartell de Medellín Pablo Escobar, a causa de les seves denúncies periodístiques sobre el negoci del narcotràfic, i va ser rescatat a la setmana del segrest per la policia. El mateix any va esdevenir el primer alcalde de Bogotà (capital de Colòmbia) (1988-1990), període durant el qual va privatitzar el servei de recollida d'escombraries i va construir la troncal de l'Avinguda Caracas, antecedent de l'actual sistema de transport públic Transmilenio. El 1991 va ser elegit senador, com a cap de llista de la Nueva Fuerza Democrática, moviment suprapartidista que va crear com a escissió del Partit Conservador.
Posteriorment va renunciar al senat per presentar-se als comicis per a la Presidència de Colòmbia celebrats el 1994, rebent el suport del Partit Conservador. Va perdre per escàs marge davant del candidat liberal Ernesto Samper Pizano.

## Candidat presidencial (1994)
Una setmana després de realitzada la segona volta electoral de 1994 per al període comprès entre 1994 i 1998 que definia el futur president de Colòmbia entre els candidats Ernesto Samper Pizano i Andrés Pastrana Arango, el llavors president Cèsar Gaviria Trujillo va rebre d'Andrés Pastrana uns cassets (a partir d'aquell moment coneguts com els narco-cassets) quan realitzava una gira per la ciutat de Santiago de Cali. El president Cesar Gaviria, va remetre els cassets al llavors Fiscal General de la Nació Gustavo de Greiff qui va confirmar la seva procedència, va informar al president Gaviria i es va abstenir d'obrir investigació. Pastrana mai no va ser notificat del contingut dels narco cassets i va arribar a les eleccions ignorant d'aquesta infiltració del narcotràfic a la campanya de Samper Pizáno.
Posteriorment el successor del Fiscal General Alfonso Valdivieso els va donar a conèixer a l'opinió pública el 20 de juny de 1995. Es va divulgar el seu contingut en el qual el periodista Alberto Giraldo parlava amb els germans Miguel Rodríguez Orejuela i Gilberto Rodríguez Orejuela (caps del Cartell de Cali) sobre diners per donar suport a la campanya d'Ernesto Samper. El dilluns
 27 de febrer de 1996 la Comissió d'Acusacions de la Cambra va decidir obrir investigació formal contra el president Ernesto Samper, en una acció sense precedents en la història de Colòmbia. Els 15 membres de la comissió, després d'avaluar les proves aportades pel fiscal Alfonso Valdivieso, entre elles un video de Pablo Escobar en el qual reconeix haver lliurat diners a Ernesto Samper a la campanya de 1982 i una cinta magnetofónica de la testimoni María, que anava a ser presentada pel senador Jesse Helms davant del congrés dels Estats Units, van considerar que hi havia motius per obrir una investigació penal contra el president Ernesto Samper.
Tanmateix, contràriament al que s'esperava, el 6 de juliol de 1996 Ernesto Samper va ser absolt per la Cambra. Per 111 vots contra 43 es van arxivar els càrrecs contra el president de la República.

## Presidència de Colòmbia (1998-2002)

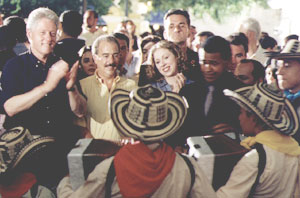
Andrés Pastrana amb Bill Clinton i la seva filla

Després de quatre anys d'oposició al llavors president Samper, Pastrana es va enfrontar per la candidatura conservadora al senador i exministre de Mines Juan Camilo Restrepo, a qui va derrotar. En la segona volta de les eleccions presidencials, el juny de 1998 va ser elegit president amb el 51% dels vots, després de derrotar el candidat liberal Horacio Serpa Uribe. Durant la seva campanya a la presidència Pastrana va avançar converses amb la guerrilla de les FARC i va prometre un diàleg de pau si resultava elegit, Pastrana es va fer una foto amb el guerriller Manuel Marulanda en la qual aquest portava un rellotge símbol de la campanya de Pastrana. Una vegada elegit, Pastrana va iniciar immediatament un procés de diàleg amb la guerrilla. Sent candidat Pastrana havia ofert a la guerrilla una zona desmilitaritzada on dur a terme els diàlegs, el Cagúan.

### Conflicte armat
En aquell moment del conflicte armat, que pot anomenar-se la guerra per la coca entre guerrilles i paramilitars, el president Andrés Pastrana va intentar una negociació de pau amb les FARC i com a garantia per als negociadors de les guerrilles va buidar de força pública tres municipis del Caquetá i un del Meta, a la regió del riu Caguán, des del 7 de novembre de 1998. Els diàlegs de pau, amb participació d'organitzacions de la societat civil en taules de discussió temàtica, van fracassar per excés de temes de negociació i falta d'estratègia negociadora del govern, ja que es va acordar una àmplia agenda de temes de 110 punts, que comprenien totes les institucions i problemes polítics, socials i econòmics del país.
L'àrea desmilitaritzada de 42 mil quilòmetres quadrats es va conèixer com a zona de distensió i, originalment, havia de durar sis mesos. Després d'una controvertida extensió de la seva vigència i de diversos esdeveniments com segrests, assassinats i denúncies d'activitats il·lícites a la zona de negociació, Pastrana, el 20 de febrer de 2002, després de gairebé quatre anys d'existència de la zona de desmilitaritzada i a pocs mesos d'acabar el seu mandat, va informar al país que el procés havia fracassat i que la zona de distensió quedava efectivament cancel·lada argumentant que Manuel Marulanda s'havia aprofitat de la seva bona fe; per tancar el tema, va donar als guerrillers fins a les dotze de la nit per a aclarir la zona.
Paral·lelament a la negociació amb les FARC, el president Pastrana va segellar una aliança renovada militar amb el govern Clinton dels Estats Units el 1999, conegut com el "Pla Colòmbia", que va comprometre recursos dels dos governs per enfortir les Forces Armades i la justícia en la seva lluita contra les guerrilles i el narcotràfic. Aquesta aliança militar va implicar també la subordinació de l'estratègia de seguretat interna als interessos de política externa de Washington i especialment, a la incorporació dels grans contractistes privats de serveis de seguretat dels Estats Units, com Dynamics Corporation, beneficiària dels contractes de fumigació aèria de cultius il·lícits, afavorida pel representant Benjamin Gilman, que havia estat president del Comitè de Relacions Exteriors de la Cambra per molts anys. En virtut del Pla Colòmbia, per exemple, es va vincular a l'exèrcit en la lluita contra les drogues, en considerar-la una amenaça a la seguretat nacional. Com havia ocorregut amb l'anterior procés de negociacions de Belisario Betancur el 1983, l'oposició militar a la negociació d'Andrés Pastrana es va fer explícita en diverses oportunitats, fins a arribar a la renúncia del Ministre de Defensa Rodrigo Lloreda Caicedo, quan va plantejar el seu desacord amb el Comissionat de Pau Víctor G. Ricardo davant la falta de regles i condicions per a la guerrilla a la zona de distensió del Caguán. Igualment, aquesta oposició de les forces armades es va expressar en la condescència amb els grups paramilitars, que sota el comandament de Carlos Castany van assumir el lideratge de l'oposició de les societats regionals a la negociació amb les FARC.
Durant el mandat d'Andrés Pastrana es va expandir extraordinàriament ràpid el domini dels grups paramilitars, mitjançant un procés de contractació de dirigents regionals amb la cúpula de les AUC perquè els primers paguessin els costos d'instal·lació i manteniment de nous fronts, mentre els segons enviaven instructors i entrenaven combatents locals, reclutats a cada regió. Aquest va ser el període en el qual més clarament es va demostrar que un procés de pau amb les guerrilles no és possible si no existeix unitat de comandament entre la dirigencia política i la militar. Les FARC van exigir al govern el desmuntatge dels grups paramilitars com a condició per avançar en les negociacions de pau. Aquesta exigència portava implícita la idea que els grups paramilitars existien com a expressió d'una política oficial de guerra bruta i que desconeixia els marges d'autonomia i autosuficiència que efectivament tenien a aquestes altures.

## Critiques
En un sondeig realitzat per una cadena de ràdio es qualifica Andrés Pastrana Arango com el pitjor president en la història de Colòmbia.

## Postpresidència
Va finalitzar el seu període presidencial i poc temps després va fixar la seva residència a Espanya. Després de residir allà durant dos anys, va tornar al país el 2004 per a enfrontar els intents reeleccionistas del seu successor Álvaro Uribe Vélez. A mitjan 2005 va llançar el seu llibre La Paraula sota el foc, editat per l'editorial Planeta Colombiana, amb pròleg de l'expresident nord-americà Bill Clinton, on recull les seves memòries del procés de pau amb les guerrilles, el rellançament de les relacions internacionals i l'enfortiment de les Forces Armades durant el seu quadrienni.
Poques setmanes després, en un gir inesperat, i després de diversos mesos de fer oposició, va acceptar el càrrec d'ambaixador de Colòmbia als Estats Units, en substitució de Luis Alberto Moreno després que l'expresident Julio César Turbay el va presentar com la persona més idònia per a l'esmentada ambaixada. Començant juliol de 2006, amb motiu del nomenament de l'expresident Ernesto Samper com a ambaixador de Colòmbia a França, Andrés Pastrana renuncia a l'ambaixada de Colòmbia als Estats Units sense haver completat un any en el càrrec, al·legant la seva impossibilitat moral de conviure amb aquest nomenament, ja que en el seu concepte un home que s'havia atrevit a utilitzar els diners del narcotràfic en el seu mandat no podia representar el país en l'exterior.
El setembre de 2007 Pastrana va tornar a ser crític ca al govern Uribe i va desencadenar una controvèrsia en qüestionar durament diverses polítiques i processos que s'havíen dut a terme durant l'esmentada administració com el procés de desmobilització de paramilitars; va dir que hi havia un pacte secret amb els paramilitars i que els èxits de la política de seguretat democràtica de l'administració d'Alvaro Uribe es devien en gran part al seu govern, i va criticar la forma en la qual Uribe va permetre la participació del president veneçolà Hugo Chávez en el tema de l'acord humanitari.